# Twitter Files

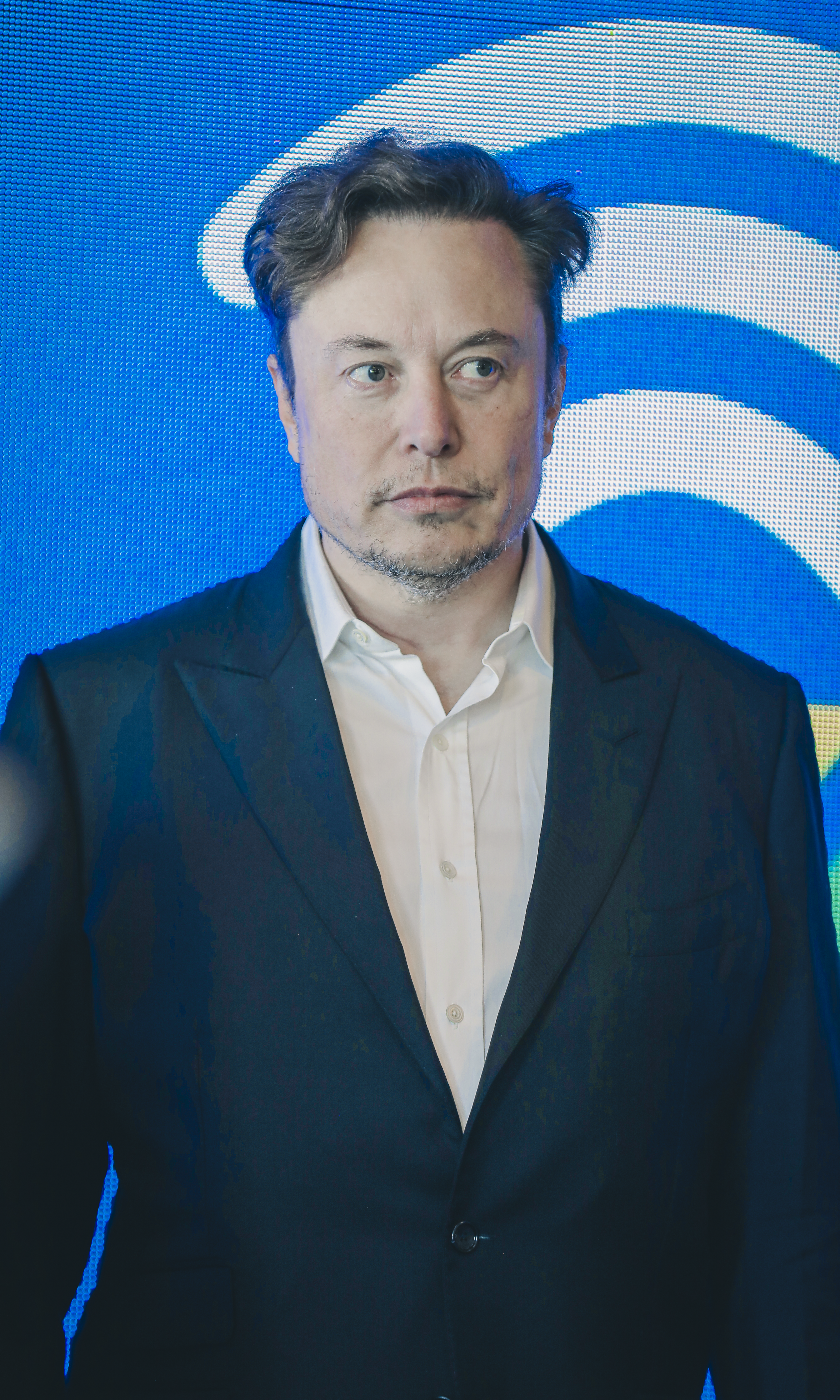
Elon Musk, CEO do Twitter

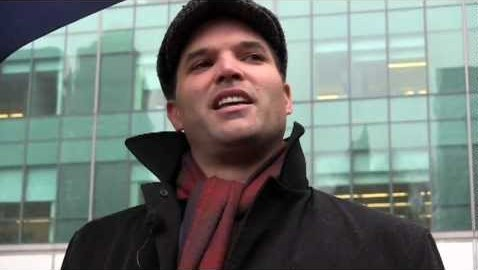
Jornalista Matt Taibbi, responsável pela divulgação dos e-mails internos

Os Twitter Files (em português: Documentos Twitter) são uma coleção de documentos internos vazados do Twitter que revelaram que funcionários do site teriam supostamente influenciado a propagação de artigos na plataforma, criado listas negras de usuários, limitado tweets e restringido o alcance de contas, suprimindo principalmente o alcance da controvérsia do laptop de Hunter Biden através da remoção de links.
De acordo com os documentos, que foram entregues por Elon Musk aos jornalistas Matt Taibbi e Bari Weiss, a ex-Chefe de Política Legal da aplicação, Vijaya Gadde, aprovava o modus operandi, à revelia do então CEO, Jack Dorsey, marcando notícias como "não seguras" para alegadamente influenciar a opinião pública.
Depois que o primeiro conjunto de arquivos foi publicado, muitos jornalistas de tecnologia escreveram que os documentos relatados não demonstravam muito mais do que a equipe de política do Twitter tendo dificuldade em fazer uma decisão difícil, mas resolvendo o assunto rapidamente, enquanto vozes conservadoras disseram que os documentos confirmavam um suposto viés de esquerda do Twitter. De acordo com a Rolling Stone, enquanto uma parte significativa dos arquivos do Twitter foi dedicada ao tratamento do Twitter de pedidos de remoção de Democratas e funcionários federais, funcionários Republicanos também "pediram rotineiramente ao Twitter para remover postagens às quais eles se opunham". Em um processo judicial de junho de 2023, os advogados do Twitter rejeitaram veementemente qualquer sugestão de que os Arquivos mostrassem o que Musk e muitos republicanos alegaram.

## História
Os Twitter Files aparecem como um trabalho de investigação jornalística do jornalista Matt Taibbi, que recebeu informação exclusiva de Elon Musk, CEO da aplicação.
O objetivo de Musk era que o público se apercebesse das medidas de direção existentes na aplicação antes da sua chegada, tendo o mesmo frisado que o ex-CEO Jack Dorsey não tinha qualquer conhecimento dos Twitter Files, decisões de gerência que passavam apenas pela Chefe de Política Legal da aplicação Vijaya Gadde e outros funcionários com menos responsabilidade que omitiam as suas ações.

### Cronologia da divulgação da investigação
A investigação foi divulgada pelas contas no Twitter dos jornalistas convidados por Elon Musk a vasculharem informações referentes à censura de opiniões e de personalidades.

#### Parte Um:laptopde Hunter Biden, por Matt Taibbi
Na Parte Um, em 2 de dezembro de 2022, Matt Taibbi mostrou detalhes das mensagens entre Jack Dorsey e Vijaya Gadde.

#### Parte Dois: lista negra do Twitter, por Bari Weiss
Em 8 de dezembro de 2022, a jornalista Bari Weiss revezou com Matt Taibbi na divulgação das informações.

#### Parte Três: censura a Donald Trump, por Matt Taibbi
Em 9 de dezembro de 2022, Matt Taibbi postou 67 tuítes contendo trocas de mensagens da equipe do Twitter visando a censurar postagens de Donald Trump. As mensagens circularam entre outubro de 2020 e 6 de janeiro de 2021.

#### Parte Quatro: ataque ao Capitólio dos EUA, por Michael Shellenberger
Em 10 de dezembro de 2022, Michael Shellenberger postou 37 tuítes sobre o bloqueio de Donald Trump.

#### Parte Cinco: reação à censura a Donald Trump, por Bari Weiss
Na Parte Cinco, em 12 de dezembro de 2022, Bari Weiss postou as comunicações internas do alto escalão do Twitter após a censura a Donald Trump.

#### Parte Seis (6.a): a ação do FBI, por Matt Taibbi
Na Parte Seis, em 16 de dezembro de 2022, Matt Taibbi postou detalhes do diálogo da equipe Twitter com uma equipe do FBI.

#### Parte Seis (6.b): a ação do FBI, por Matt Taibbi (cont.)
Matt Taibbi continuou a série de postagens sobre o FBI em 18 de dezembro de 2022.

#### Parte Sete: ocultação da história dolaptopde Hunter Biden, por Matt Taibbi
Em 19 de dezembro de 2022, Matt Taibbi revelou diálogos da equipe do Twitter com uma equipe do FBI sobre a necessidade de ocultar os dados obtidos através do conserto do computador pessoal de Hunter Biden.
Parte Oito: Pentágono, por Lee Fang
Em 20 de dezembro de 2022, Lee Fang tratou da relação do Twitter com o Pentágono.

#### Parte Nove: reação do FBI, por Matt Taibbi
Em 24 de dezembro de 2022, Matt Taibbi divulgou posts sobre a reação do FBI às demandas do Twitter.

#### Parte Dez: COVID-19, por David Zweig
Em 26 de dezembro de 2022, David Zweig postou sobre a supressão de informações médicas da COVID-19 a pedido do Departamento de Saúde dos EUA.

#### Parte Onze: grupos de inteligência, por Matt Taibbi
Em 03 de janeiro de 2023, Matt Taibbi divulgou postagens sobre a relação de serviços de inteligência e pesquisadores individuais da área com iniciativas russas de desinformação.

#### Parte Doze: obelly buttondo FBI, por Matt Taibbi
Em 03 de janeiro de 2023, Matt Taibbi postou também sobre a inépcia de funcionários do FBI em preservar o sigilo de suas ações comunicativas com a equipe do Twitter.

#### Parte Treze:lobbyda Pfizer, por Alex Berenson
Em 09 de janeiro de 2023, Alex Berenson postou sobre a insistência corporativista de homens de negócio da Pfizer para a adoção de vacinas da empresa e a supressão de informações antagônicas.

#### Parte Catorze:Russiagate, por Matt Taibbi
Em 12 de janeiro de 2023, Matt Taibbi divulgou a troca de e-mails referente à mentira inventada pelo esquerdista Partido Democrata sobre a alegada cooperação de Donald Trump com o governo russo de Vladimir Putin para a eleição do americano em 2016.

#### Parte Quinze: fraude midiática, por Matt Taibbi
Em 27 de janeiro de 2023, Matt Taibbi mostrou os métodos pelos quais o grupo Hamilton 68 acusou Donald Trump de ter ligações com o governo russo.

#### Parte Dezesseis: experimento midiático, por Matt Taibbi
Em 18 de fevereiro de 2023, Matt Taibbi divulgou os vários pedidos de censura solicitados por órgãos governamentais americanos durante a pandemia de coronavírus, meses antes da eleição 2020. Entretanto, ao mesmo tempo, veículos de mídia acusavam Donald Trump de ser o solicitante de censura.

#### Parte Dezessete: engajamento artificial e listas negras estatais, por Matt Taibbi
Em 02 de março de 2023, Matt Taibbi expôs o engajamento artificial, pago com dinheiro privado, e as listas negras promovidas por órgãos governamentais americanos acerca de informações sobre a pandemia de coronavírus.

#### Parte Dezoito: complexo industrial, por Matt Taibbi
Em 09 de março de 2023, Matt Taibbi expôs os dados sobre o complexo industrial americano.

#### Parte Dezenove: fraude na Covid, por Matt Taibbi
Em 17 de março de 2023, Matt Taibbi expôs os trabalhos falsificados sobre Covid. O objetivo do Twitter era policiar a suposta desinformação do COVID que incluía informações verdadeiras sendo mal utilizadas para favorecer tropos de desinformação: "Embora histórias verdadeiras individuais sobre efeitos colaterais negativos da vacina não fossem tratadas como desinformação ou desinformação, elas poderiam ser rotuladas como 'informação incorreta' se exagerassem ou enganassem as pessoas , disseram os pesquisadores." O repórter de tecnologia da ZDNet, Dan Patterson, escreveu: "No início da vacina, havia muita desinformação sobre como essas vacinas funcionavam, e o que eles estavam tentando fazer é descobrir o que é real e garantir que informações falsas não ser acidentalmente amplificado."

## Papel de Elon Musk
Durante uma sessão de duas horas e meia no Twitter Spaces, Musk, CEO e dono da aplicação, confirmou que divulgou mais dados a jornalistas, entre os quais Bari Weiss.
No dia 3 de dezembro de 2022, Musk disse que o ímpeto para o tópico original da investigação foi sobre o que aconteceu nas para a Eleição presidencial nos Estados Unidos em 2020 e "quanta influência do governo existia no Twitter".

## Consequências legais
Os processos estão atualmente em avaliação, tendo já sido divulgado que o político e antigo ator James Woods avançou com um processo criminal contra o Twitter e contra o Partido Democrata pela forma como as suas opiniões foram censuradas, com o próprio perfil do ator a ter sido banido sem razão alegada por parte da antiga direção da aplicação.

## Reações
Depois que o primeiro conjunto de arquivos foi publicado, muitos jornalistas e especialistas de tecnologia afirmaram que as evidências relatadas não demonstravam muito mais do que a equipe de política do Twitter tendo dificuldade em fazer decisões difícieis, mas resolvendo o assunto rapidamente, enquanto personalidades de direita disseram que os documentos confirmavam um viés liberal (de esquerda) no Twitter.
Uma matéria da revista Forbes relatou as postagens de Taibbi sobre a história do New York Post que afirmava que "a equipe do Twitter tomou 'medidas extraordinárias' para suprimir uma história do New York Post de outubro de 2020" e parecia indicar "nenhum envolvimento do governo na história do laptop", contradizendo uma teoria da conspiração que afirmava que o FBI estava envolvido. Mehdi Hasan, da MSNBC, criticou Taibbi no Twitter pela aparência de fazer relações públicas para Musk; Taibbi respondeu perguntando quantos de seus críticos "colocaram histórias para fontes anônimas no FBI, CIA, Pentágono [e] na Casa Branca".
Miranda Devine, uma colunista do New York Post, que foi uma das primeiras a escrever sobre o laptop de Hunter Biden, disse para Tucker Carlson, apresentador da Fox News, que a apresentação sobre a história não foi a "prova definitiva que esperávamos". Jim Geraghty, da National Review, escreveu que "os arquivos pintam um retrato feio da administração de uma empresa de mídia social decidindo unilateralmente que seu papel era manter as notícias de última hora longe do público, em vez de permitir que as pessoas vissem as reportagens e tirassem suas próprias conclusões".
Uma matéria do Intelligencer afirmou que as duas primeiras parcelas dos arquivos continham "algumas descobertas genuinamente preocupantes", mas estavam "saturadas em hipérboles, prejudicadas por omissões de contexto e desacreditadas por instâncias de falsidade absoluta" e, portanto, "melhor compreendidas como um exemplo flagrante da própria fenômeno que pretende condenar - o dos gerentes de mídia social que utilizam suas plataformas para fins partidários".
Charlie Warzel, do The Atlantic, caracterizou os dois tópicos iniciais como "desleixados, anedóticos, desprovidos de contexto e ... notícias antigas", mas escreveu que os arquivos demonstraram o "poder imenso" possuído pelas plataformas Big Tech como resultado "[da terceirização de] amplas áreas de nosso discurso político e consumo de notícias para plataformas corporativas." Ele também sugeriu que o objetivo principal de Musk é "irritar os liberais de esquerda" e apelar para a direita política, citando-o permitindo que os documentos sejam acessados apenas por pessoas selecionadas "que expressaram alinhamento com seus problemas favoritos" e dizendo a seus seguidores para votarem nos republicanos no eleições de meio de mandato em 2022.
O Ex-CEO e co-fundador do Twitter Jack Dorsey instou Musk a liberar todos os documentos internos "sem filtro" de uma vez, incluindo todas as discussões do Twitter sobre ações atuais e futuras sobre moderação de conteúdo. Dorsey mais tarde criticou Musk por permitir apenas que os documentos internos fossem acessados por pessoas selecionadas, sugerindo que os arquivos deveriam ter sido disponibilizados publicamente "no estilo Wikileaks" para que houvesse "muito mais olhos e interpretações a serem considerados ". Dorsey admitiu que "erros foram cometidos" no Twitter, mas afirmou acreditar que "não havia más intenções ou agendas ocultas" na empresa. Ele também condenou as campanhas de assédio contra ex-funcionários do Twitter, dizendo que era "perigoso" e "não resolve nada".
Musk afirmou que a moderação de conteúdo do Twitter violava a Primeira Emenda à Constituição dos Estados Unidos. No entanto, especialistas jurídicos refutaram a ideia de que a moderação de conteúdo por uma empresa privada viola a Primeira Emenda, pois esta emenda apenas proíbe censura por parte do governo e não entre indivíduos ou empresas. David Loy, diretor legal da organização First Amendment Coalition, disse que o Twitter é legalmente capaz de escolher qual fala é permitida em seu site, observando que tanto a campanha de Biden, que não fazia parte do governo, quanto a Casa Branca de Trump poderiam solicitar ações específicas de moderação de conteúdo.
Como resposta a possibilidade de funcionários do twitter contactassem jornalistas para passar informações para eles, em 10 de dezembro de 2022, Musk ameaçou processar qualquer funcionário que vazasse informações para a imprensa, apesar de alegar ser um "absolutista da liberdade de expressão" e de ter divulgado mensagens internas e e-mails para jornalistas selecionados. Essa ameaça foi expressa por todos, com os funcionários do Twitter se comprometendo a assinar, indicando que entendiam.